# Burgstall Schönenberg (Wengen)
Der Burgstall Schönenberg bezeichnet eine abgegangene hochmittelalterliche Höhenburg bei 633 m ü. NHN etwa 500 Meter südlich von Wengen bzw. 1100 m südwestlich der Filialkirche St. Georg in Sankt Georgen, beides Gemeindeteile des Marktes Dießen am Ammersee im Landsberg am Lech in Bayern. Die Anlage wird als Bodendenkmal unter der Aktennummer D-1-8032-0107 als „Burgstall des hohen Mittelalters (‚Schönenberg‘)“ geführt.

## Beschreibung

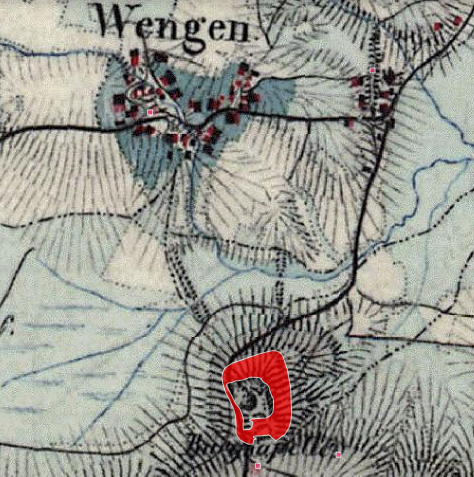
Lageplan von Burgstall Schönenberg (Wengen) auf dem Urkataster von Bayern

Der viereckige Burgplatz liegt 200 m südlich des Dießener Mühlbachs auf einer Bergkuppe. Die Anlage besitzt in der Nord-Süd-Richtung die Ausmaße von ca. 160 m und in West-Ost-Richtung von 120 m. Die Anlage ist heute vollständig bewaldet. 800 m südsüdöstlich befindet sich der Burgstall Schatzberg.